# Park Sang-young
Park Sang-young (hangŭl: 박상영; 16 ottobre 1995) è uno schermidore sudcoreano, specializzato nella spada, campione olimpico nella spada individuale alle Olimpiadi di Rio de Janeiro 2016.

## Palmarès
- Olimpiadi

Rio de Janeiro 2016: oro nella spada individuale.
- Mondiali

Kazan 2014: argento nella spada a squadre.
Wuxi 2018: argento nella spada a squadre.
- Asiatici

Suwon 2014: argento nella spada a squadre.